# Nestroy-Theaterpreis/Lebenswerk

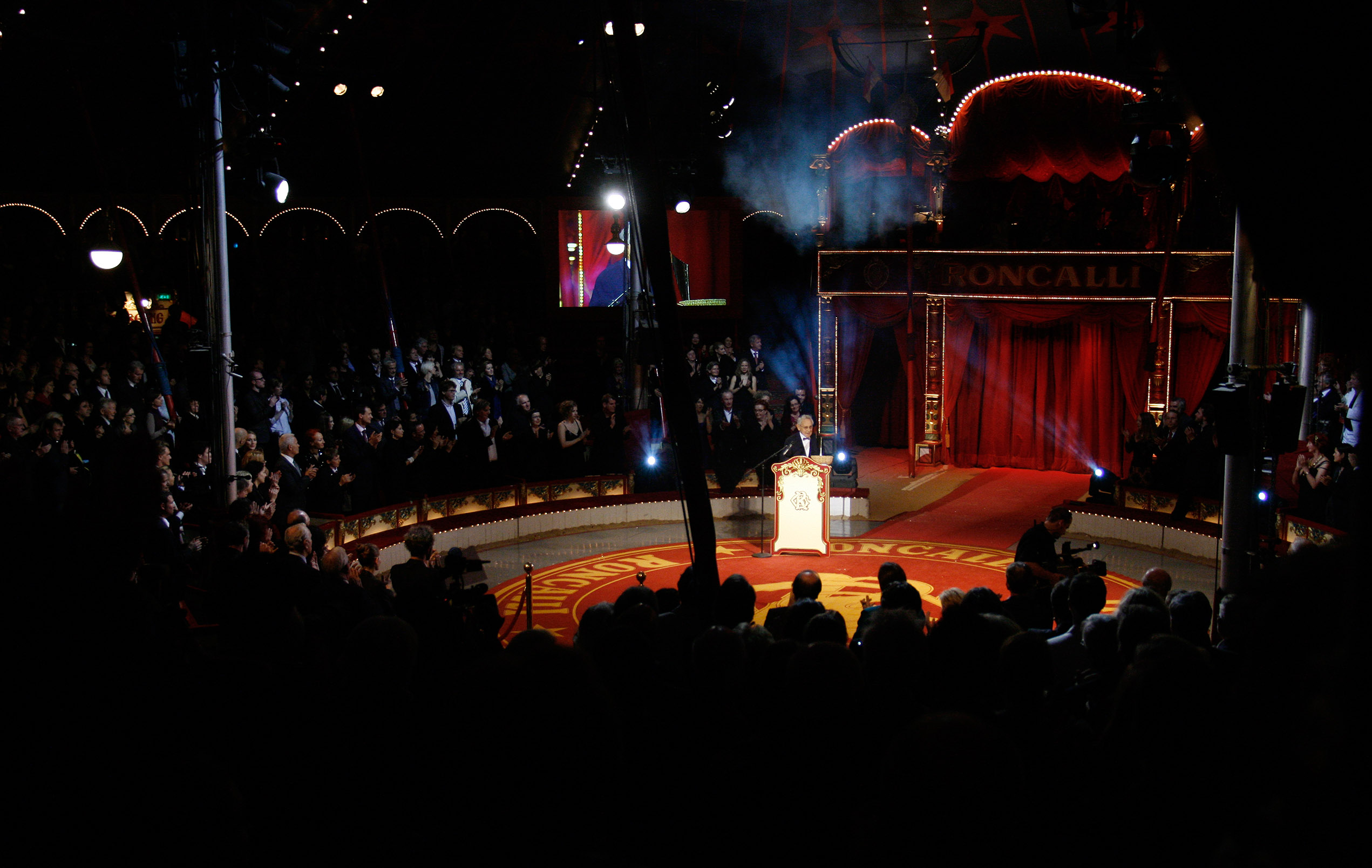
Standing Ovations für Otto Tausig (Nestroy 2009)

Seit 2000 werden beim Nestroy-Theaterpreis wichtige Persönlichkeiten der Theaterwelt für das Lebenswerk geehrt.

## Preisträger

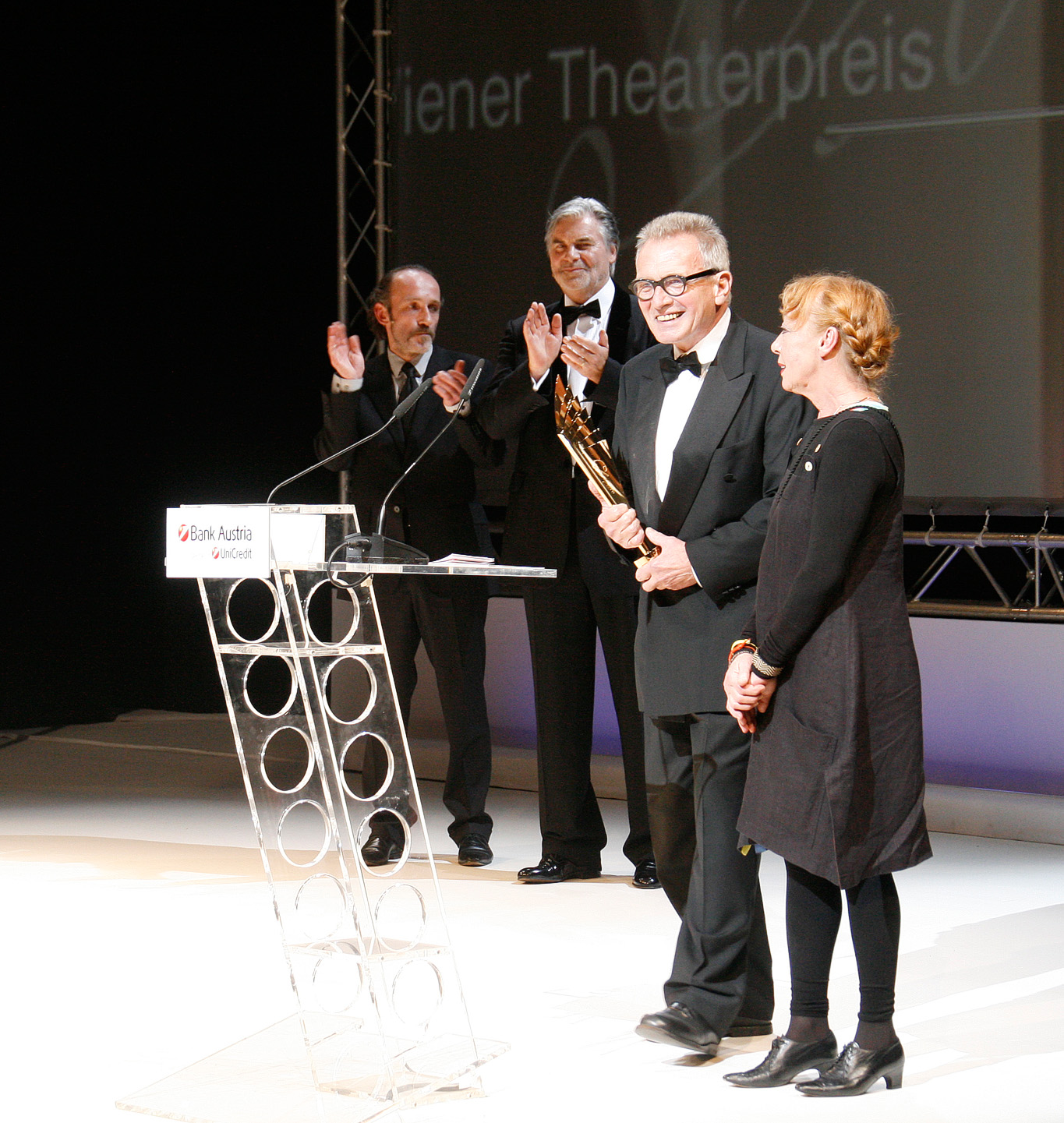
Ulrike Kaufmann und Erwin Piplits (Nestroy 2010)

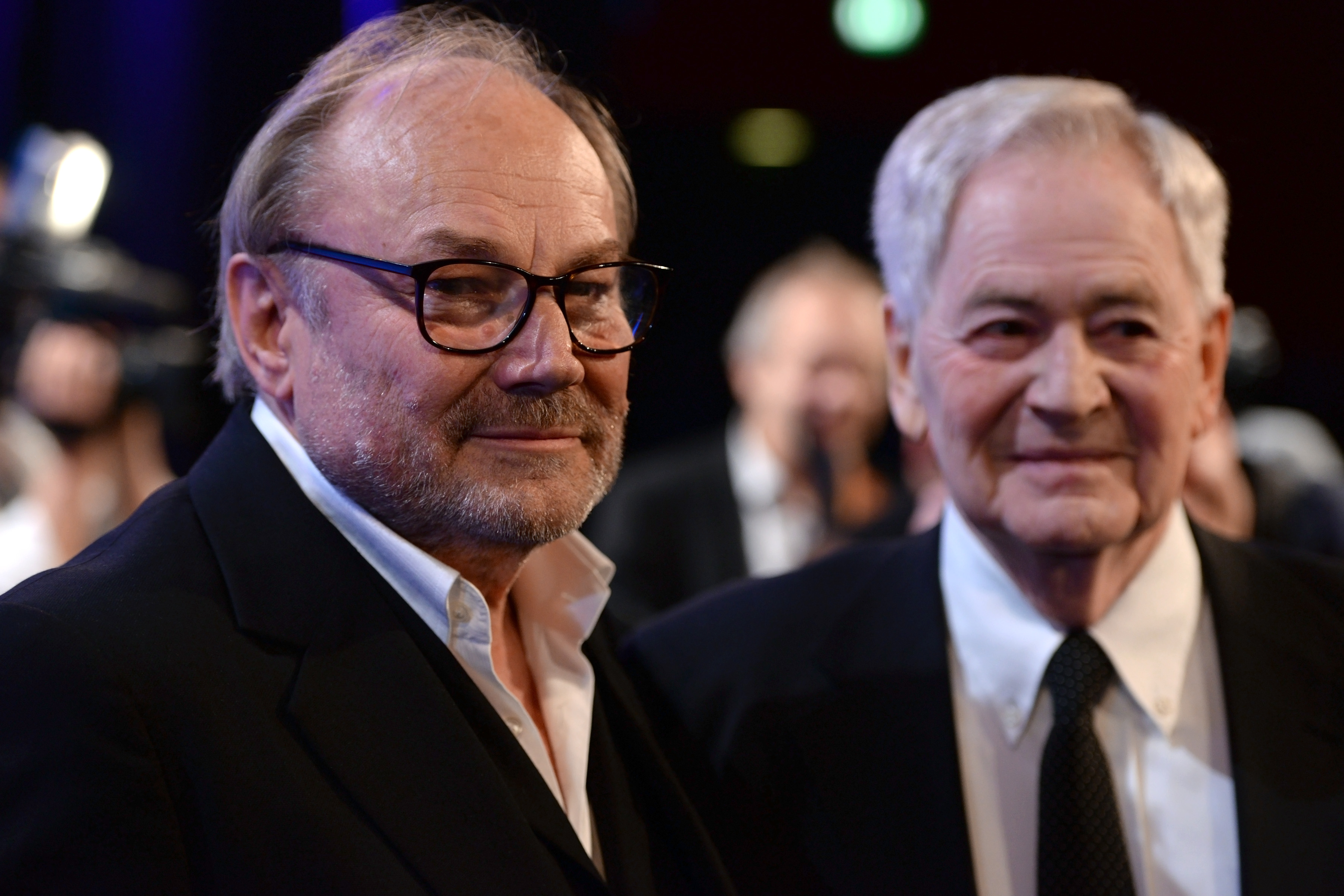
Klaus Maria Brandauer und Laudator István Szabó (Nestroy 2014)

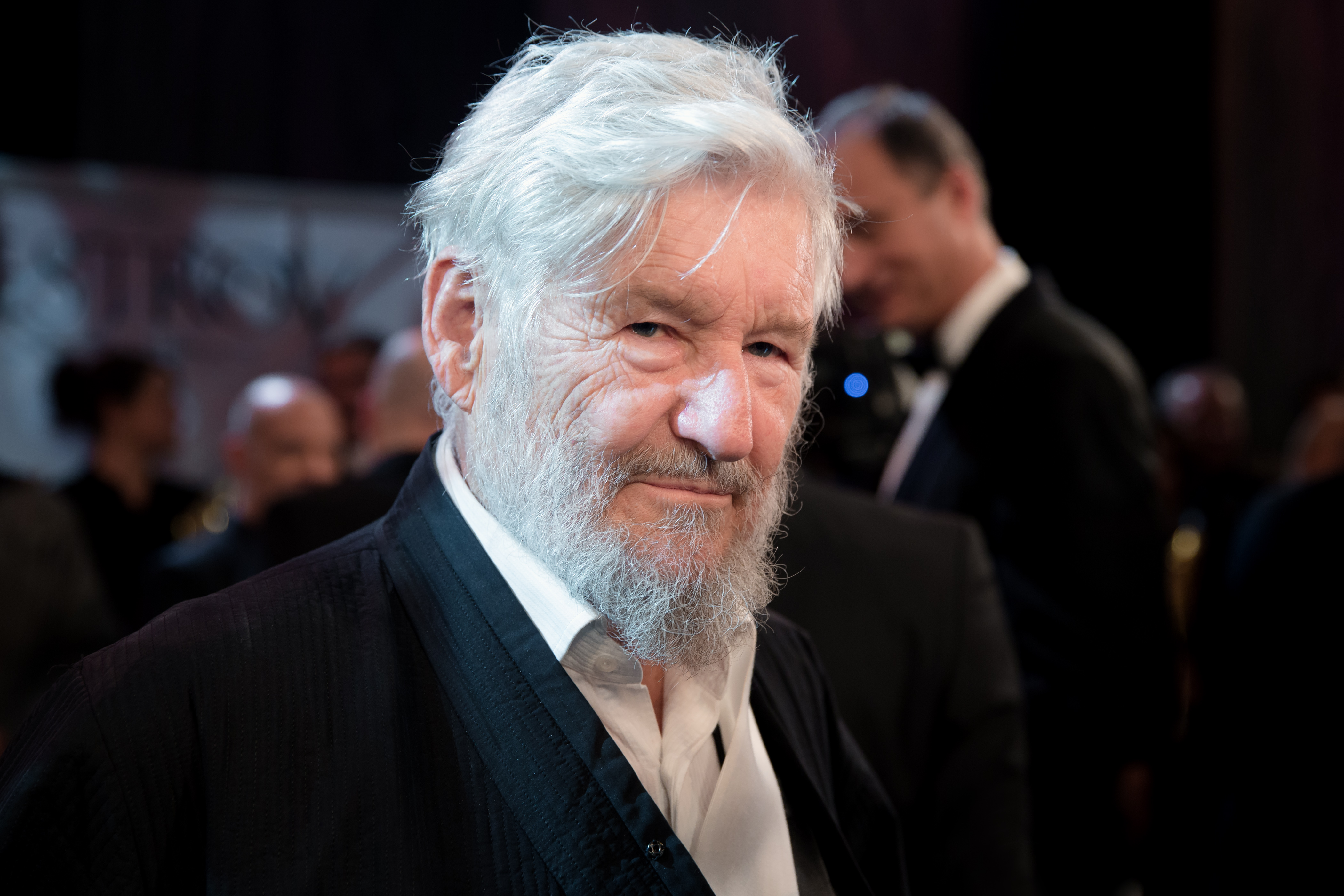
Achim Freyer (Nestroy 2015)

| Jahr | Preisträger                       | Laudatio                                                     |
| ---- | --------------------------------- | ------------------------------------------------------------ |
| 2000 | Otto Schenk                       | Sunnyi Melles                                                |
| 2001 | George Tabori                     | Gert Voss                                                    |
| 2002 | Claus Peymann                     | Andre Heller                                                 |
| 2003 | Gusti Wolf                        | Michael Heltau                                               |
| 2004 | Hans Gratzer                      | Michael Schottenberg                                         |
| 2005 | Michael Heltau                    | Klaus Bachler                                                |
| 2006 | Walter Schmidinger                | Klaus Maria Brandauer                                        |
| 2007 | Hilde Sochor                      | Paulus Manker                                                |
| 2008 | Peter Zadek                       | Matthias Matussek                                            |
| 2009 | Otto Tausig                       | Gerhard Klingenberg                                          |
| 2010 | Ulrike Kaufmann und Erwin Piplits | Karl Markovics                                               |
| 2011 | Peter Turrini                     | Kirsten Dene, Text von Elfriede Jelinek                      |
| 2012 | Karlheinz Hackl                   | Heinz Marecek                                                |
| 2013 | Luc Bondy                         | Johanna Wokalek                                              |
| 2014 | Klaus Maria Brandauer             | István Szabó                                                 |
| 2015 | Achim Freyer                      | Hermann Beil                                                 |
| 2016 | Frank Castorf                     | Jasna Fritzi Bauer                                           |
| 2017 | Kirsten Dene                      | Michael Maertens                                             |
| 2018 | Peter Handke                      | Klaus Maria Brandauer                                        |
| 2019 | Andrea Breth                      | Roland Koch                                                  |
| 2020 | Christoph Marthaler               |                                                              |
| 2021 | Elfriede Jelinek                  |                                                              |
| 2022 | Elisabeth Orth                    |                                                              |
| 2023 | Emmy Werner                       | Karl Markovics                                               |
| 2024 | Felix Mitterer                    | Hakon Hirzenberger in Vertretung des erkrankten Gregor Bloéb |